# علف شهپر بولندر
علف شهپر بولندر (نام علمی: Isoëtes bolanderi) نام یک گونه از شاخه پنجه‌گرگ‌تباران است.